# Jan Palachplein

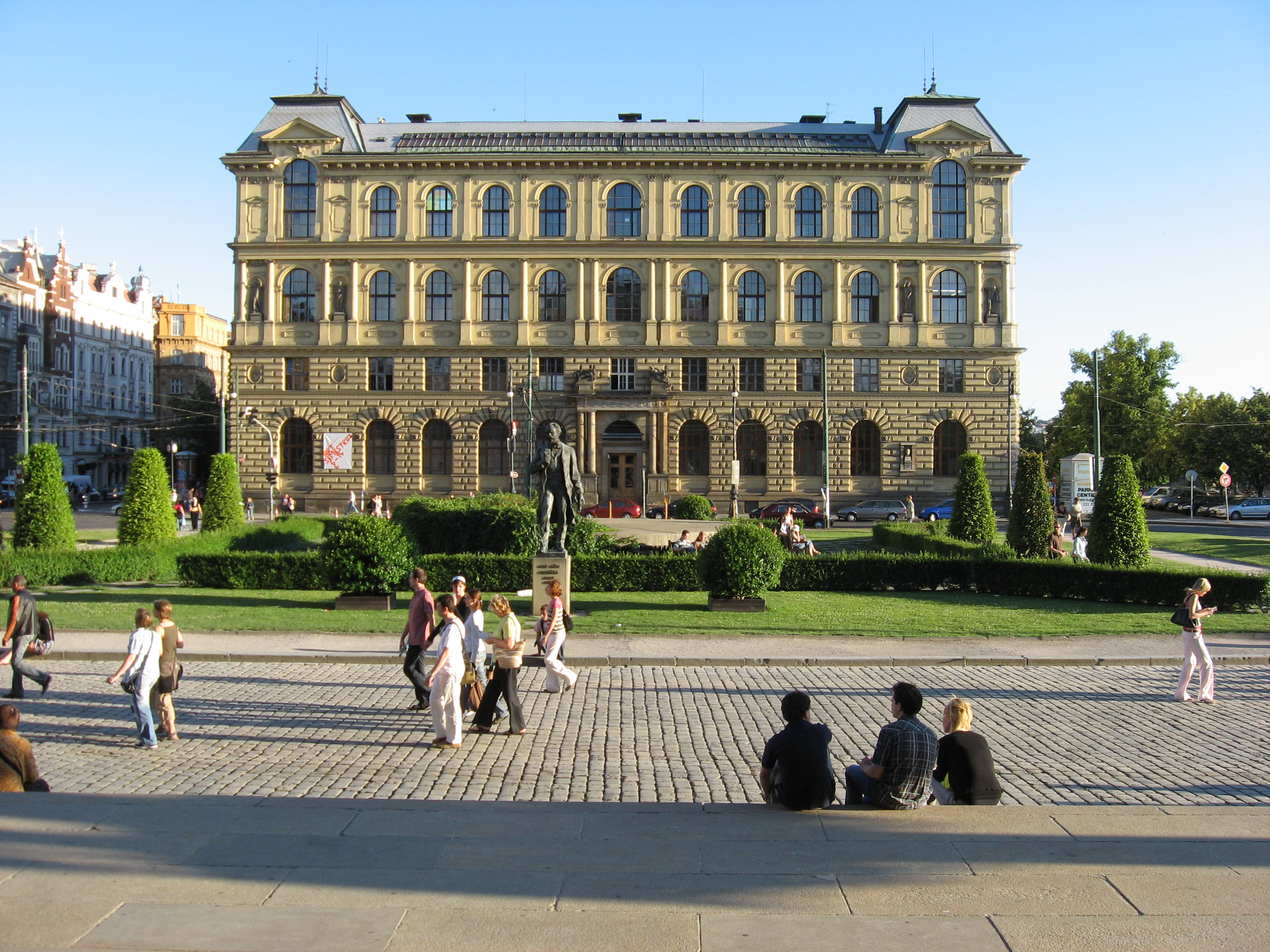
Het Jan Palachplein

Het Jan Palachplein (Tsjechisch: Náměstí Jana Palacha) is een plein in de Tsjechische hoofdstad Praag. Het is gelegen op de grens van de Oude Stad en de joodse wijk Josefov. Tijdens het communistische tijdperk had het plein de naam Plein van de Soldaten van het Rode Leger (Náměstí Krasnoarmějců), ter ere van de soldaten van het Rode Leger die Praag hadden bevrijd na de Tweede Wereldoorlog. Sinds 20 december 1989 heeft het plein de huidige naam. Het is genoemd naar de student Jan Palach die zichzelf in brand stak als protest tegen de bezetting van zijn land door de Warschaupacttroepen.
Aan de westzijde van het plein ligt de rivier de Moldau. De Mánesbrug verbindt het Jan Palachplein met Malá Strana, aan de andere oever. Aan de noordkant van het plein staat het concertgebouw Rudolfinum. Aan de oostelijke en zuidelijke zijde staan onderwijsgebouwen. Het gebouw aan de oostkant wordt gebruikt door de Karelsuniversiteit, die aan de zuidkant door de Academie voor Kunst, Architectuur en Design Praag. Onder het plein ligt een parkeergarage, op het plein staan standbeelden van de schilder Josef Mánes en componist Antonín Dvořák.